# Knud Knudsen (Politiker)

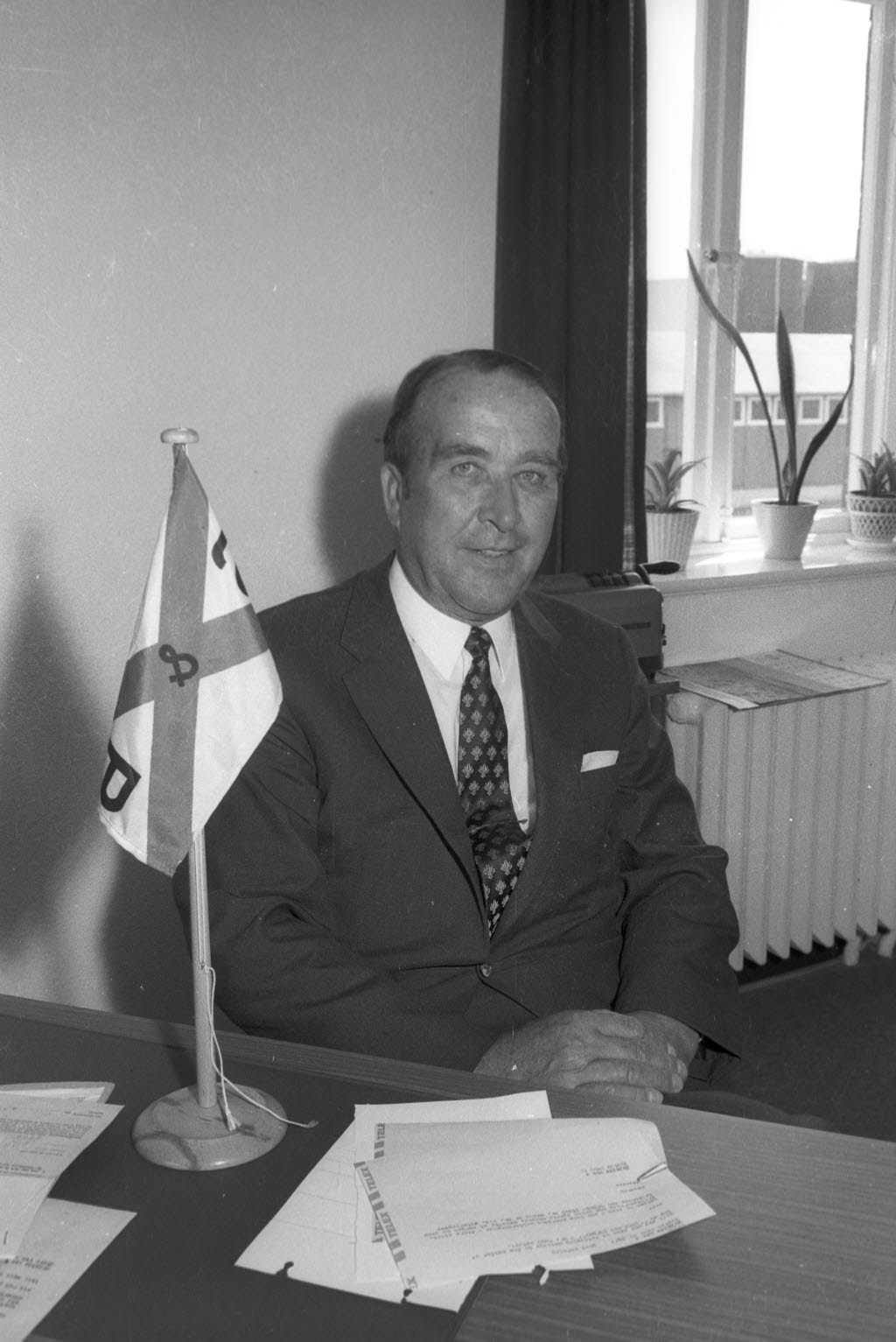
Knud Knudsen

Knud Broder Knudsen (* 15. September 1912 in Wyk auf Föhr; † 6. April 2000 in Rendsburg) war ein deutscher Politiker (FDP, später CDU).
Er war von 1967 bis 1969 Minister für Wirtschaft und Verkehr des Landes Schleswig-Holstein.

## Leben und Beruf
Nach der Schule absolvierte Knudsen 1930 bis 1933 eine kaufmännische Lehre in Kiel. Anschließend arbeitete er in verschiedenen Branchen vom Kohlenimport bis zur Schifffahrt in Kiel, Stralsund, Rostock und Hamburg. Später wurde er Mitinhaber der Reederei Sartori & Berger und Inhaber einer Wohnungsbaugesellschaft in Rendsburg. Knudsen war Vorsitzender des Vereins für Handel, Handwerk und Industrie im Kreis Rendsburg und Vorstandsmitglied des Arbeitgeberverbandes Rendsburg/Neumünster. Danker und Lehmann-Himmel charakterisieren ihn, der nie der NSDAP beigetreten war, in ihrer Studie über das Verhalten und die Einstellungen der Schleswig-Holsteinischen Landtagsabgeordneten und Regierungsmitglieder der Nachkriegszeit in der NS-Zeit als „politisch Enttäuschten“.
Knudsen, der evangelisch-lutherischen Glaubens war, war verheiratet und hatte vier Kinder.

## Partei
Knudsen war ursprünglich Mitglied der FDP, die er am 5. Januar 1952 verließ. Am 30. Januar 1953 schloss er sich der CDU an. Er wurde dort Ortsvorsitzender für die Stadt Rendsburg und stellvertretender Kreisvorsitzender im Kreis Rendsburg.

## Abgeordneter
Von 1945 bis 1959 war Knudsen Mitglied der Ratsversammlung von Rendsburg. Von 1949 bis 1967 gehörte er dem Kreistag im Kreis Rendsburg an.
Knudsen war von 1950 bis 1971 Landtagsabgeordneter in Schleswig-Holstein. Er vertrat zunächst den Wahlkreis Rendsburg-Ost, ab 1967 den Wahlkreis Rendsburg-Nord im Landtag. Von 1954 bis 1967 war er Vorsitzender des Verkehrsausschusses des Landtages.
Der Landtag entsandte Knudsen in die vierte Bundesversammlung, die am 1. Juli 1964 Heinrich Lübke als Bundespräsident wiederwählte.

## Öffentliche Ämter
Vom 23. Dezember 1958 bis zum 28. April 1967 war Knudsen Parlamentarischer Vertreter des Ministers für Wirtschaft und Verkehr. Vom 1. Juni 1967 bis zum 21. März 1969 war er selbst Minister für Wirtschaft und Verkehr in Schleswig-Holstein.